# Halserug

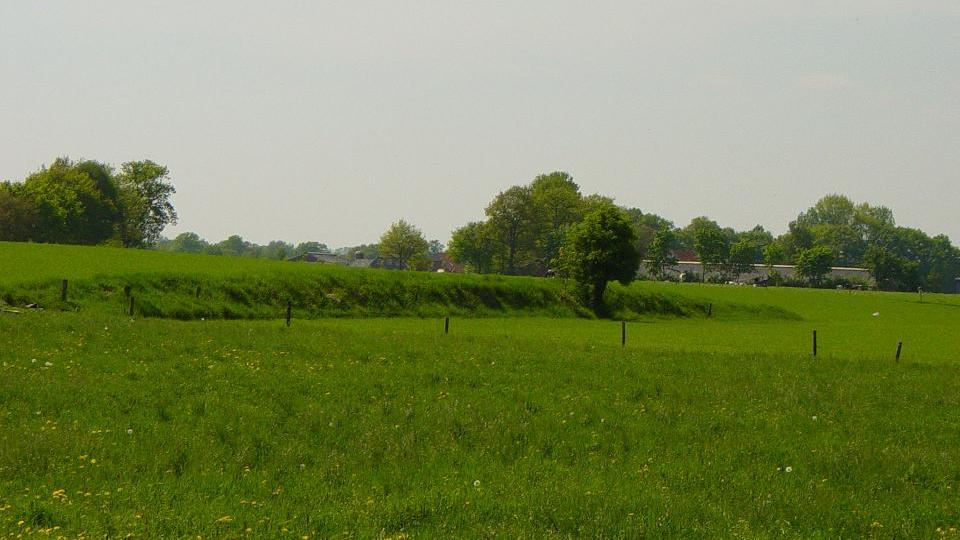
De Halserug met gegraven steilrand

De Halserug is een 16 kilometer lange zuidoost-noordwest verlopende dekzandrug tussen de plaatsen Zelhem en Aalten in de Achterhoek. Op de rug liggen de dorpen Halle en Heelweg. De opvallende dekzandrug heeft een vier kilometer lange zijtak tussen Heelweg en Lichtenvoorde. Op dit deel van de Halserug bevindt zich het dorp Harreveld. Het maximale hoogteverschil is ongeveer drie meter. De op diverse plaatsen voorkomende stuifduinen veroorzaken een nog groter reliëfverschil. Op de rug bevinden zich vooral grasland en akkerland, maar ook naaldbos, loofbos en een klein deel heide met een jeneverbesstruweel. Op de flanken liggen open kampen en enken. Aan de voet van de rug liggen kwelzones, zoals de Meuhoek.
Over de rug loopt een oude hanzeweg (een deel van de huidige N330) en er lopen oude hessenwegen aan de flanken. De Twenteroute (N18) loopt bij Harreveld en De Vennebulten grotendeels over de zijtak van de Halserug. Vanaf de rug zijn er vergezichten over het omliggende open ontginningslandschap.

## Geologie en landschap
Gedurende het laatste glaciaal, het Weichselien, heerste er in Nederland een zeer koud klimaat waar de vegetatie vrijwel geheel afwezig was. Er kwamen toen op grote schaal zandverstuivingen voor. Door de wind is toen het dekzand afgezet. In het Holoceen is een gedeelte van het dekzand opnieuw verstoven en zijn er stuifduinen gevormd. De bodems bestaan voornamelijk uit enkeerdgronden, maar op het meest noordelijke deel worden ook zandvaaggronden aangetroffen.
De Halserug is een van de meest opvallende langgerekte dekzandsystemen van Nederland en daarmee aardkundig waardevol. Het gebied is ook cultuurhistorisch van belang. Over de rug loopt een historische weg, de Romienendiek. Voorts wordt hier een prehistorische vuursteensmidse (een plek waar vuursteen werd bewerkt) gevonden.